# Джирофт
Джирофт (перс. جيرفت‎), в прошлом — Себзваран (Себзеваран, سابزيفاران) — город в южной части Ирана, в остане Керман. Административный центр шахрестана Джирофт.

## География
Расположен в 230 км к югу от города Керман и в 1375 км к юго-востоку от Тегерана. Город находится в долине реки Хелиль-Руд, на высоте около 650 м над уровнем моря. Джирофт является одним из самых жарких мест Ирана и всего мира; в августе 1933 года здесь была зафиксирована температура 57 °C.

## Население
Население по данным на 2012 год составляет 121 504 человека; по данным переписи 2006 года оно насчитывало 95 031 человек.
| 1986   | 1991   | 1996   | 2006   | 2012    |
| ------ | ------ | ------ | ------ | ------- |
| 35 033 | 40 700 | 59 201 | 95 031 | 121 504 |

## Транспорт
В нескольких километрах к северо-западу от Джирофта имеется небольшой аэропорт. Через город проходит автомобильная дорога № 91, соединяющая северо-восток страны с городком Джаск на берегу Оманского залива.